# Holland (Minnesota)
Holland é uma cidade localizada no estado americano de Minnesota, no Condado de Pipestone.

## Demografia
Segundo o censo americano de 2000, a sua população era de 215 habitantes.
Em 2006, foi estimada uma população de 200, um decréscimo de 15 (-7.0%).

## Geografia
De acordo com o United States Census Bureau tem uma área de
2,4 km², dos quais 2,4 km² cobertos por terra e 0,0 km² cobertos por água. Holland localiza-se a aproximadamente 540 m acima do nível do mar.

## Localidades na vizinhança
O diagrama seguinte representa as localidades num raio de 20 km ao redor de Holland.